# Équipe de Biélorussie de Coupe Davis
L'équipe de Biélorussie de Coupe Davis représente la Biélorussie à la Coupe Davis. Elle est placée sous l'égide de la Fédération biélorusse de tennis.

## Historique
Créée en 1994, l'équipe de Biélorussie de Coupe Davis a réalisé son meilleur résultat en 2004 en atteignant les demi-finales de la compétition, perdant 4-0 contre les États-Unis.

## Joueurs de l'équipe

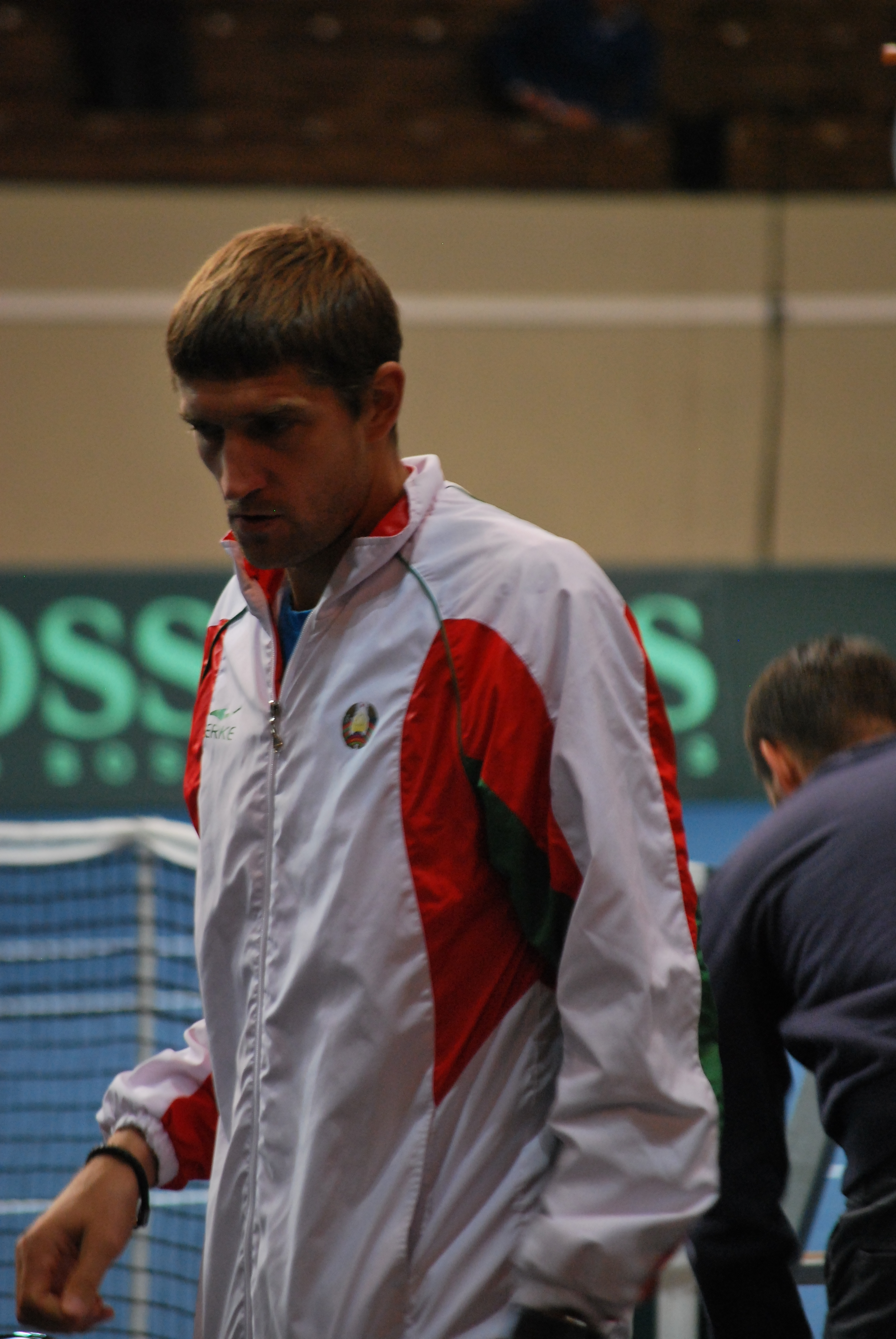
Max Mirnyi lors d'une rencontre de la Coupe Davis 2012 contre la Pologne.

Les chiffres indiquent le nombre de matchs joués.
- Max Mirnyi
- Vladimir Voltchkov
- Andrei Karatchenia
- Uladzimir Ignatik